# Gabriel Badea-Păun
Gabriel Badea-Păun (n. 20 ianuarie 1973, Sinaia, România) este un istoric de artă și eseist român stabilit la Paris.

## Studii
A absolvit Facultatea de Istorie din cadrul Universității din București. 
Este doctor "magna cum laude" în istoria artei al Universității Paris IV-Sorbona cu teza  Antonio de La Gandara (1861-1917), un portraitiste de la Belle Epoque (2005).

## Lucrări
- Les Peintres roumains et la France (1834-1939), Paris, In Fine Éditions d'art, 2019. (Cuvânt înainte de Adrian-Silvan Ionescu).  ISBN 978-290-230-2130.
  - Pictori români în Franța (1834-1939), București, Noi Media Print, 2012. ISBN 978-606-572-014-5.
- De la Palatul Domnesc de pe Podul Mogoșoaiei la Palatul Regal de pe Calea Victoriei. Arhitecturǎ  și decoruri (1866-1947),București,  Corint Books, 2017. ISBN 978-606-793-205-8
- Mecena și comanditari, Artă și mesaj politic, traducere din limba franceză de Laura Guțanu, București, Noi Media Print, 2009. ISBN 978-973-1805-58-0. Lucrarea a fost distinsă cu Premiul Alexandru Tzigara-Samurcaș al Fundației Magazin Istoric, 2010.[5]
- Le style Second Empire. Architecture, décors et art de vivre, Paris, Citadelles et Mazenod, 2009. (Cuvânt înainte de Daniel Alcouffe). ISBN 978 2 850882975. Lucrarea a fost distinsă cu Prix Second Empire de la Fondation Napoléon 2010.[6]
- Portraits de Société XIXe – XXe siècle, Paris, Citadelles et Mazenod, 2007. (Cuvânt înainte de Richard Ormond). ISBN 978-2850882463 Lucrarea a fost distinsă cu Prix du cercle Montherlant-Académie des Beaux-Arts, Paris în 2008.[7]
  - The Society Portrait from David to Warhol, traducere din limba franceză în limba engleză de Barbara Mellor, New York, Vendôme Press, 2007.ISBN 978-0865651838[8]
  - The Society Portrait; Painting, Prestige And The Pursuit Of Elegance, traducere din limba franceză în limba engleză de Barbara Mellor, Londra, Thames & Hudson, 2007. ISBN 0500238421[9][10]
- Carmen Sylva, uimitoarea Regină Elisabeta a României, traducere din limba franceză de Irina-Margareta Nistor, București, Humanitas, 2003. Nouă ediție revazută și adaugită în 2007, 2008, 2010 și 2012.[4][11]
  - Carmen Sylva, la reine Elisabeth de Roumanie, Versailles, Via Romana, 2011, ISBN : 978-2-916727-95-0[12]
  - Carmen Sylva. Königin Elisabeth von Rumänien - eine rheinische Prinzessin auf Rumäniens Thron, cu o prefață de A.S.S. Principele Carl zu Wied, traducere în germană și postfață de Silvia Irina Zimmermann, Stuttgart, Ibidem Verlag, 2011, ISBN 978-3-8382-0245-7[13]

## Ediții, prefețe, alte contribuții
- "Fărâme din istorie. Incursiuni în trecut cu Mihai Dim. Sturdza", în Convorbiri literare, Iași, iulie 2023, n°7 (331), p. 155-158.
- "Regina Maria recucerește Parisul cu memoriile ei", în Convorbiri literare, Iași, iunie 2023, n°6 (330), p.154-156.
- "Carmen Sylva -rescriind povestea", în Convorbiri literare, Iași, mai 2023, n°5 (329), p.157-162.
- "Alexandru Ghika și Casa Românească, în Convorbiri literare, Iași, aprilie 2023, n°4 (328), p.153-156.
- "Georges Banu", în Convorbiri literare, Iași, martie 2023, n°3 (327), p. 181.
- "Cum am redescoperit Tronurile regale ale României", în Convorbiri literare, Iași, octombrie 2022, n°10 (322), p. 152-155.
- Participare la emisiunea Ora Regelui: "Tronul Regal. Înfruntarea destinului", difuzată de Televiziunea Română, 14 mai 2022.
- Participare la emisiunea "Marie, l'étonnante reine des Carpates", din seria Secret d'Histoire, difuzată de canalul France 3, 24 ianuarie 2022.
- Un interviu cu Camelia Csiki despre volumul Les Peintres roumains et la France (1834-1939), în emisiunea Ora Regelui, difuzată de Televiziunea Română, 1 mai 2021.
- "De la princesse lointaine à la reine guerrière: la construction d’une figure mythique par la littérature et les arts", în ROYAUTÉ(S) Entre historicités et imaginaire, sub direcția Baudouin Decharneaux și Alice Toma, Louvain-la-Neuve, E M E Éditions, 2021, p. 377-399. ISBN 978-2-8066-3733-8. (versiune în limba română de Mircea Platon, în Convorbiri literare, Iași, aprilie, n°280, p.159-163 6ef4f1_32e526d3459a49b3964551aa2c3853dc.pdf (convorbiri-literare.ro) și mai 2019, n°281, p.162-166 https://www.convorbiri-literare.ro/_files/ugd/6ef4f1_efd1a822fedb441bba13e9eb511d1c9e.pdf).
- "Trei amintiri despre Regele Mihai și Regina Ana", în volumul colectiv Regele nostru, Martori, experiențe, amintiri regale, sub coordonarea lui Alexandru Muraru, București, Editura Curtea Veche, 2018, p.261-265. ISBN 978-606-44-0076-5
- "Cum a scăpat Tronul Regilor României de comuniști", interviu cu Camelia Csiki, în emisiunea Ora Regelui, difuzată de Televiziunea Română, 10 ianuarie 2018.
- "Regina Maria, libertate prin grația scrisului" în Vedere din Turnul Eiffel, Portrete civice, crochiuri politice de Cristina Hermerziu, Iași, Editura Junimea, 2017, p.186-192. ISBN 978-973-372-094-2
- "Pictori români în Franța (1834-1914)", în volumul colectiv Artiștii români în strălnătate, București, Editura Institutului Cultural Român, 2017, p.160-199. ISBN 978-973-577-707-4
- "Quelques échos d'un salon d'antan", prefață în Alain Quella-Villéger, Avec l'Exilée, Pierre Loti et Carmen Sylva, Le Carrelet Editions, 2016. ISBN 979-10-96047-01-7. (Versiune în limba română de Silvia Colfescu, București, Editura Vremea, 2017.)
- "Imaginea Parisului m-a fascinat toată copilăria…", în volumul colectiv Tot înainte. Amintiri din copilărie, sub direcția Simonei Preda și a lui Valeriu Antonovici, București, Editura Curtea Veche, 2016, p.53-64. ISBN 978-606-588-908-8.
- "Portrete de regi, Parisul mamei și o tristețe slavă", în Dacia Literară, Iași, n°4/143/iarnă 2016-2017, p.5-7.
- „Carmen Sylva, uimitoarea Regină Elisabeta a României” în volumul colectiv Anul Regal. Jurnalul Jubileului de 150 de ani de la fondarea Casei Regale a României, sub direcția lui  Alexandru Muraru și Daniel Șandru, Iași, Editura Adenium, 2016, p.111-120. ISBN 978-606-742-1897.
- „Casa Regală în Arhiva Societății Române de Radiodifuziune”, prefață în 10 Mai. Casa Regală a României în cronici radiofonice (1930-1944). Culegere de documente din Arhivele Societății Române de Radiodifuziune, București, Editura Casa Radio, 2015, p.5-7. ISBN 978-606-8468-38-9
- Edmond Van Saanen-Algi, între baletele rusești și Palatul Telefoanelor, București, Editura Istoria Artei, 2015 (co-autor Oana Marinache). ISBN 978-606-93770-5-5
- Maria, regina României, Histoire de ma vie. [Povestea vieții mele], cu un cuvânt înainte de A.S.R. Principesa Maria a României, prefață, ediție și note de Gabriel Badea-Păun, Paris, Editions Lacurne, 2014, p.9-20. ISBN 978-2-35603-016-0
- „A la recherche d'une collection perdue - la collection de Mihail Kogălniceanu”, în Mihai Dim. Sturdza la 80 de ani. Omagiu, Iași, Universitatea Alexandru Ioan Cuza, 2014, p. 529-570; versiunea electronică revizuită și adaugită în limba română în Studii și Cercet. Ist.Art., ARTĂ PLASTICĂ, serie nouă, București, tomul 4 (48)/2014, p.95-132. text integral: http://www.istoria-artei.ro/resources/files/SCIAAP_2014_Art_05.pdf
- „Portretul monden – un gen pictural de redescoperit”,  în catalogul expoziției Constantin Isachie, pictor al mondenității bucureștene, Muzeul de Istorie și Artă al Municipiului București, 3 iulie-30 septembrie 2014, p.11-18. ISBN 978-973-7620-46-0.
- Carmen Sylva, Fluturi sărutându-se. Din Cugetările și Poeziile unei Regine cu o prefață de A.S.R. Principele Radu al României, cronologie și ediție de Gabriel Badea-Păun, București, Editura Curtea Veche, 2013. ISBN 978-606-588-606-3
- Carmen Sylva, Sagesse d'une Reine. [Les pensées d’une Reine], cu o prefață de A.S.R. Principele Radu al României și o postfață de Gabriel Badea-Păun, Versailles, Via Romana, 2013.ISBN 979-10-90029-46-0.[14]
- „Antonio de La Gandara (1861-1917), un portraitiste mondain oublié, un parcours, un réseau, une mode”, în Studii Și Cercet. Ist. Art., ARTĂ PLASTICĂ, serie nouă, tom 2 (46), p.87–119, București, 2012  Text integral
- „Le prince Georges B. Stirbey, mécène et collectionneur de Carpeaux”, în Bulletin de la Société de l’Histoire de l’Art français, Paris, 2010, p.375-387.
- „Les peintres whistlériens aux Salons de la Société Nationale des Beaux-Arts, 1890-1903”, în Bulletin de la Société de l’Histoire de l’Art français, Paris, 2009, p.303-322.
- „Entre mondanité et mécénat – les avatars d’une relation, Robert de Montesquiou et Antonio de La Gandara”, în La Revue de la Bibliothèque Nationale, Paris, N° 25/2007 (La presse du XXe siècle), p.54-62.
- „L'exposition Antonio de La Gandara chez Durand-Ruel en mars 1893: la naissance d’un portraitiste mondain”, în Bulletin de la Société de l’Histoire de l’Art Français, Paris, 2007, p.315-334 + planșele XII-XVI.
- „Un intermezzo lithographique- les estampes d’Antonio de La Gandara”, în Nouvelles de l’Estampe, Paris, no 207, iulie-septembrie 2006, p.23-36.
- „Jean-Jules-Antoine Lecomte du Nouÿ (1842-1923) à la cour royale de Roumanie”, în Bulletin de la Société de l’Histoire de l’art français, 2006, Paris, p.257-281.
- „De l’atelier de Gérôme au Cabaret du Chat Noir. Les années de formation d’Antonio de La Gandara (1861-1917)”, în Le Vieux Montmartre, Bulletin de la Société d’Histoire et d’Archéologie Le Vieux Montmartre, Paris, Nouvelle série, fascicule no 75, octombrie 2005, p.12-36.
- „La chapelle Bibesco-Brancovan du cimetière Père Lachaise”, în Revue Roumaine d'Histoire de l'Art, série Beaux-Arts,  București, tomes XXXIX-XL, 2004-2005, p.7-19.
- Eugen Wolbe, Regele Ferdinand al României, prefață, București, Editura Humanitas, 2004, p.7-14. Alte ediții au apărut în 2006, 2008 și 2011.
- Carmen Sylva, Versuri alese, ediție, prefață și cronologie, București, Editura Eminescu, 1998.
- „Organizarea administrativ-teritorială a României, 1859-2001”, în Enciclopedia Istorică a României, sub direcția lui Ioan Scurtu, Ion Alexandrescu, Ion Bulei, Ion Mamina, București, Editura Meronia, 2001, vol.I, p.490-509.
- Monarhi europeni. Marile modele. 1848-1914, București, Silex, 1997. (în colaborare cu Ion Bulei).

## Premii și distincții
- Crucea Casei Regale a României, 2021 (ordin dinastic).
- Prix Second Empire de la Fondation Napoléon, Paris, 2010.
- Medalia Regele Mihai I pentru Loialitate, 2010 (ordin dinastic).
- Premiul Alexandru Tzigara-Samurcaș al Fundației Magazin Istoric, 2010.
- Cavaler al Ordinului Meritul Cultural, 2009.
- Prix du cercle Montherlant-Académie des Beaux-Arts, Paris, 2008.[15][16]